# Chambord-Vailly
Chambord-Vailly est une course cycliste française organisée entre 1955 et 2010. Avant sa disparition, elle fait partie du calendrier national de la Fédération française de cyclisme.
En 2009 et 2010, elle figure au programme de la Coupe de France des clubs.

## Palmarès
| Année           | Vainqueur                | Deuxième                  | Troisième             |
| --------------- | ------------------------ | ------------------------- | --------------------- |
| Paris-Vailly    |                          |                           |                       |
| 1955            | Georges Avignon          | Michel Sallé              | Victor Ameline        |
| 1956            | René Bianchi             | Jean Graczyk              | Jean Hoffmann         |
| 1957            | Willy Fiore              | Pierre Le Don             | Claude Cousseau       |
| 1958            | Georges Avignon          | Philippe Gaudrillet       | Bernard Viot          |
| 1959            | Henri Duez               | Jacques Rebiffe           | Paul Vermeulen        |
| 1960            | André Dagouret           | Christian Riou            | Francis Bazire        |
| 1961            | Frans Melckenbeeck       | Daniel Beaumont           | Marcel Flochlay       |
| 1962            | Jack André               | Jean-Pierre Van Haverbeke | Bernard Hergott       |
| 1963            | Pierre Jacquelot         | Jack André                | Désiré Letort         |
| 1964            | Bernard Launois          | Désiré Letort             | Robert Hiltenbrand    |
| 1965            | Jean-Pierre Danguillaume | Claude Boscher            | Christian Biville     |
| 1966            | Alain Van Lancker        | Pierre Campagnaro         | Jean-Claude Le Dortz  |
| 1967            | Claude Guyot             | Francis Perez             | Walter Ricci          |
| 1968            | pas de course            | pas de course             | pas de course         |
| 1969            | Daniel Proust            | Jean-Claude Meunier       | Jürgen Siegel         |
| 1970            | Yves Hézard              | Alain Maingon             | François Coquery      |
| 1971            | Christian Plançon        | Michel Duchassin          | Christian Martignène  |
| 1972            | Claude Aiguesparses      | Patrick Béon              | André Corbeau         |
| 1973            | Alain Germain            | Michel Meunier            | Michel Demore         |
| 1974            | Jacky Troyard            | Alain Meslet              | Antoine Gutierrez     |
| 1975            | Bernard Quilfen          | Christian Muselet         | Jean-Paul Cornette    |
| 1976            | Frank Hoste              | Serge Beucherie           | Jean-Raymond Toso     |
| 1977            | André Van den Steen      | Guido Van Calster         | Frank Hoste           |
| 1978            | Pascal Simon             | Jacques Desportes         | Alain Vidalie         |
| 1979            | Ronny Van Holen          | Jan Bogaert               | Dirk Demol            |
| 1980            | Jan Nevens               | Jan Wijnants              | Gérard Aviègne        |
| 1981            | Alain Gallopin           | Claude Marciaux           | Kenny De Maerteleire  |
| 1982            | Christian Corre          | Rudy Rogiers              | Pascal Trimaille      |
| 1983            | Bruno Lebras             | Jean-Claude Garde         | Éric Chanton          |
| 1984            | Ronan Pensec             | Frédéric Garnier          | Jean-Claude Tonti     |
| 1985            | Jean-Paul Garde          | Pascal Dubois             | Pascal Jérémie        |
| 1986            | Claude Carlin            | Laurent Masson            | Laurent Eudeline      |
| 1987            | Marcel Kaikinger         | Gildas Yvinec             | Hervé Desriac         |
| 1988            | Thierry Dupuy            | Greg Oravetz              | Bruno Lebras          |
| 1989            | Bruno Lebras             | Frédéric Moncassin        | Didier Faivre-Pierret |
| 1990            | Laurent Eudeline         | Vadim Chabalkine          | Sławomir Krawczyk     |
| 1991            | Dariusz Zakrzewski (pl)  | Ryszard Szostak           | Zbigniew Ludwiniak    |
| 1992            | pas de course            | pas de course             | pas de course         |
| 1993            | Jean-François Bresset    | Jean-Louis Harel          | Olivier Ackermann     |
| 1994            | Laurent Planchaud        | Édouard Terrier           | Benoît Farama         |
| 1995            | pas de course            | pas de course             | pas de course         |
| 1996            | Vincent Templier         | Franck Tognini            | Éric Drubay           |
| 1997            | Olivier Trastour         | Florent Brard             | Frédéric Finot        |
| 1998            | pas de course            | pas de course             | pas de course         |
| 1999            | Andrey Dolgikh           | Fabrice Chabauty          | Michel Jean           |
| 2000            | Miika Hietanen           | Laurent Planchaud         | Mickael Olejnik       |
| 2001            | pas de course            | pas de course             | pas de course         |
| Blois-Vailly    |                          |                           |                       |
| 2002            | Christophe Gauthier      | Stéphane Auroux           | Laurent Planchaud     |
| 2003-2004       | pas de course            | pas de course             | pas de course         |
| Chambord-Vailly |                          |                           |                       |
| 2005            | Nikolas Cotret           | Pierre Quilleré           | Romain Appert         |
| 2006            | Rein Taaramäe            | Alexandre Grux            | Thomas Bouteille      |
| 2007            | Gatis Smukulis           | Colin Menc-Molina         | Cyril Bessy           |
| 2008            | Cyril Bessy              | Romain Sdrigotti          | Tony Cavet            |
| 2009            | Thomas Lebas             | Julien Guay               | Rudy Lesschaeve       |
| 2010            | Jérôme Cousin            | Tony Hurel                | Tanel Kangert         |